# Jingmen
31°2′37″N 112°12′3″Ø / 31.04361°N 112.20083°Ø
Jingmen (荆门; pinyin: Jīngmén) er en by på præfekturniveau i provinsen Hubei i det centrale Kina. Præfekturet har et areal på 12,404 km2, og en befolkning på omkring 3 millioner mennesker (2003).

## Administrative enheder
Jingmen består af to bydistrikter, to amter og et byamt:
- Bydistriktet Dongbao (东宝区), 1.645 km², 370.000 indbyggere, regeringsæde;
- Bydistriktet Duodao (掇刀区), 639 km², 360.000 indbyggere;
- Amtet Shayang (沙洋县), 2.044 km², 600.000 indbyggere;
- AmtetJingshan (京山县), 3.284 km², 650 000 indbyggere (新市镇);
- Byamtet Zhongxiang (钟祥市), 4.488 km², 1,03 mill. indbyggere.

## Trafik
Kinas rigsvej 207 går gennem området. Den begynder i Xilinhot i Indre Mongoliet nær grænsen til Mongoliet, løber mod syd  og ender i Hai'an, en by som ligger i amtet Xuwen sydligt  på Leizhouhalvøen i provinsen Guangdong.